# Assaut colline 408
Pour plus de détails, voir Fiche technique et Distribution.
Assaut colline 408, également connu sous le titre Baïonnette au canon (titre original : La fiel infantería) est un film espagnol réalisé par Pedro Lazaga, sorti en 1960.

## Synopsis
Durant la Guerre d'Espagne, les soldats reçoivent une permission et se rendent à Atarba, où ils retrouvent leur femme, leurs sœurs et leur mère. Mais après une semaine de repos, ils doivent les quitter pour attaquer la colline 408, tenue par les Républicains.

## Fiche technique
- Titre original : La fiel infantería
- Titre en français : Assaut colline 408 ou Baïonnette au canon[1]
- Réalisation : Pedro Lazaga
- Scénario : José Luis Dibildos et Rafael García Serrano (histoire)
- Musique : Antón García Abril
- Photographie : Manuel Berenguer
- Montage : Alfonso Santacana
- Pays d'origine :  Espagne
- Format : couleur
- Durée : 113 minutes
- Genre : Drame, Guerre, Aventure
- Dates de sortie : 
  - Espagne : 11 janvier 1960
  - France : 15 novembre 1961[1]

## Distribution
- Analía Gadé : Elisa
- Tony Leblanc : Poli
- Arturo Fernández : Commandant Félix Goñi
- Laura Valenzuela : Julia
- Ismael Merlo : Andrès
- Julio Riscal : Miguel